# Sentados en un árbol
Sentados en un árbol es el tercer sencillo de la banda mexicana Sandoval.

## Sentados en un árbol
Representa una canción muy distinta a los dos sencillos anteriores que ya poseía el grupo. Esta canción tiene varias etapas, la primera con el grupo Lú, nombrado como "Sin querer", la cual no fue revelada como sencillo, la segunda etapa, que tampoco fue revelada, ya que Mario Sandoval integró al Grupo Sandoval, y finalmente la tercera etapa, la actual, es la que tiene el Grupo Sandoval.

### Charts en la radio
| 2010 | "Sentados en un Árbol" | Lo que siempre soñamos ser | - | - | - | - | - |